# Accordatore (musica)
L'accordatore è colui che provvede all'accordatura di strumenti musicali o uno strumento "intonatore" atto a facilitare l'accordatura stessa o a misurare l'intonazione.

## Accordatori tradizionali

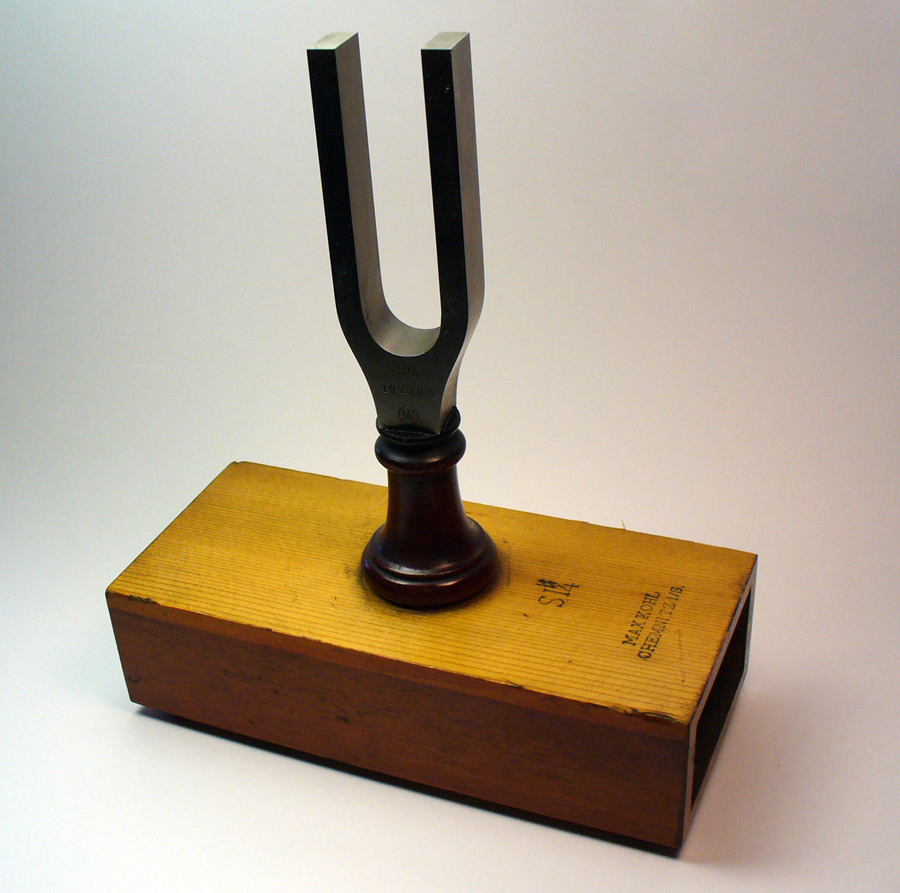
Un diapason con cassa di risonanza

- Il diapason è stato ed è tuttora impiegato come principale ausilio nell'accordatura sia dei pianoforti che di altri strumenti. Il suo funzionamento si basa sulla capacità di emettere una precisa frequenza sia percuotendolo che portandolo in risonanza con un corpo che emette la sua frequenza di riferimento (nota La = 440 Hz). A volte si usa la parola corista come sinonimo di diapason.[1][2]
- Il corista è una sorta di piccolo strumento musicale ad ancia in grado di produrre una sola nota, il La centrale di 440 Hz, con la stessa funzione del diapason. Il corista può essere comunque anche composto per produrre accordi o note diverse dal La.[3]

## Accordatori elettronici

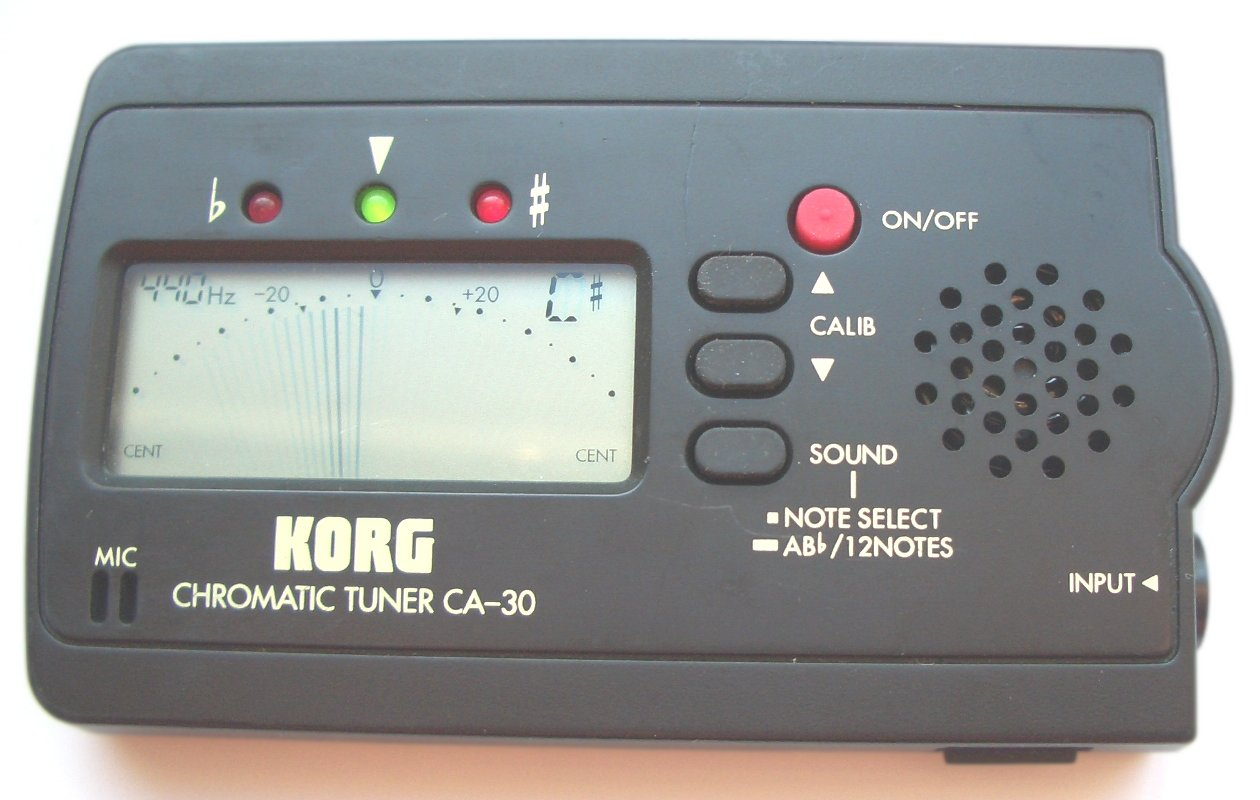
Un accordatore elettronico

Oggi esistono apparecchi elettronici usati per l'accordatura di strumenti musicali.
Per gli strumenti acustici (cioè non elettronici) esistono accordatori tascabili che a mezzo di un piccolo microfono ricevono il suono prodotto dallo strumento e indicano tramite led o frequenzimetri ad ago o digitali il livello della frequenza del suono e quindi l'intonazione da eventualmente correggere. Questo tipo di accordatori è usato di frequente non soltanto per accordare gli strumenti, ma anche per controllare e correggere la propria intonazione durante lo studio negli strumenti a fiato, ad arco e nel canto, in cui l'intonazione rappresenta notoriamente una difficoltà da tenere sotto controllo.
Per molti strumenti elettronici, invece, basta collegare direttamente l'ingresso di un accordatore all'uscita dell'amplificatore per far ricevere ed analizzare all'accordatore i suoni emessi dallo strumento.

## Accordatori virtuali
Esistono siti web che tramite software dedicati possono riprodurre il suono di ogni corda dello strumento.